# الوهیت‌زدایی
الوهیت‌زدایی (ἐκένωσεν) در یزدان‌شناسی مسیحی به خودپَست‌سازی داوطلبانهٔ عیسی گفته می‌شود که منجر به انسان شدن او گردید.